# سائول اشتاینبرگ
سائول اشتاینبرگ (۱۵ ژوئن ۱۹۱۴ - ۱۲ مه ۱۹۹۹) کاریکاتوریست و تصویرگر رومانیایی آمریکایی بود که بیشتر به خاطر کارهایش در نیویورکر مشهور بود، برجسته‌ترین کار وی نمای جهان از خیابان ۹ است. او خود را به عنوان «نویسنده ای که ترسیم می‌کند» توصیف می‌کرد.